# Rumst

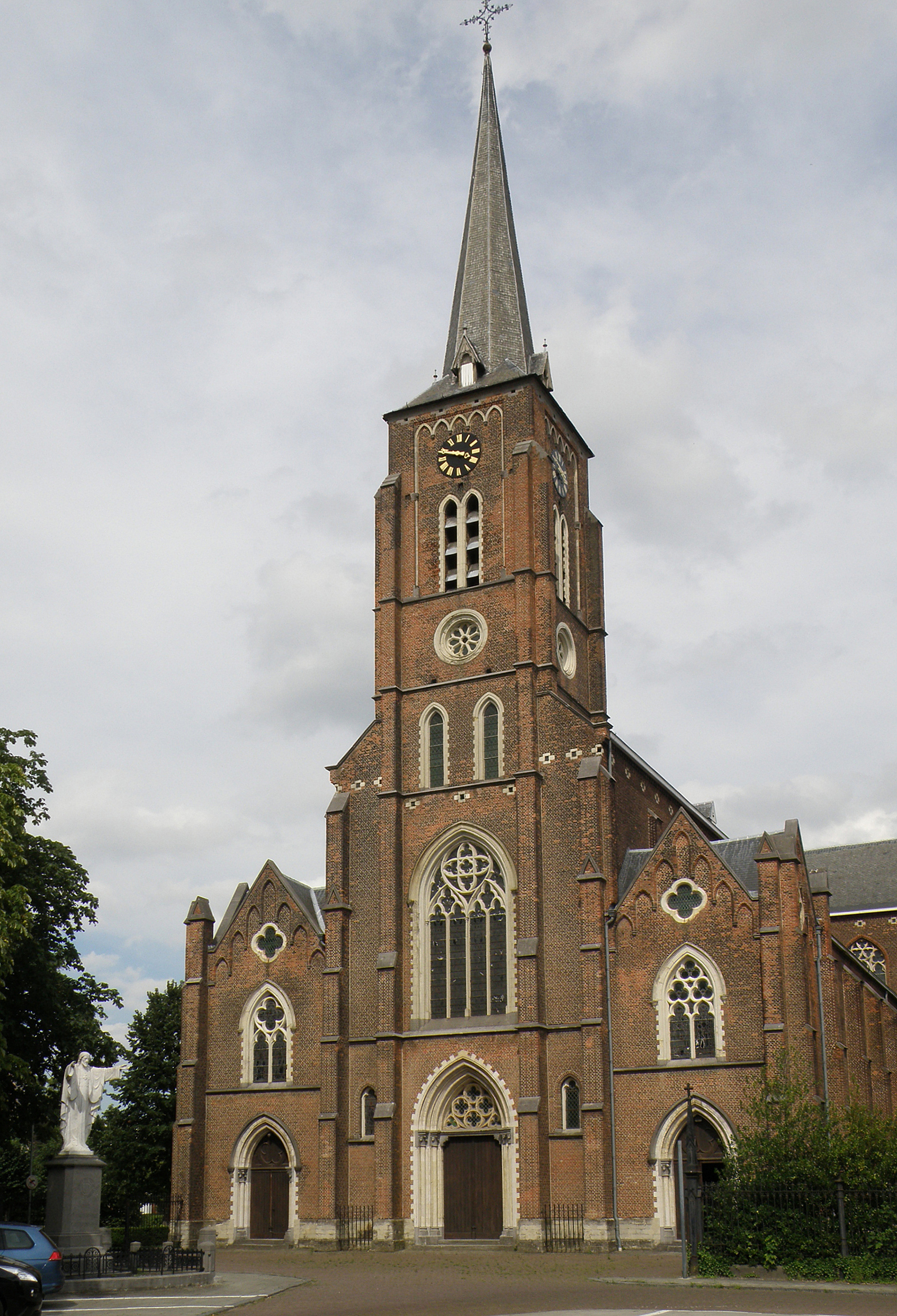
Sint-Pieterskerk

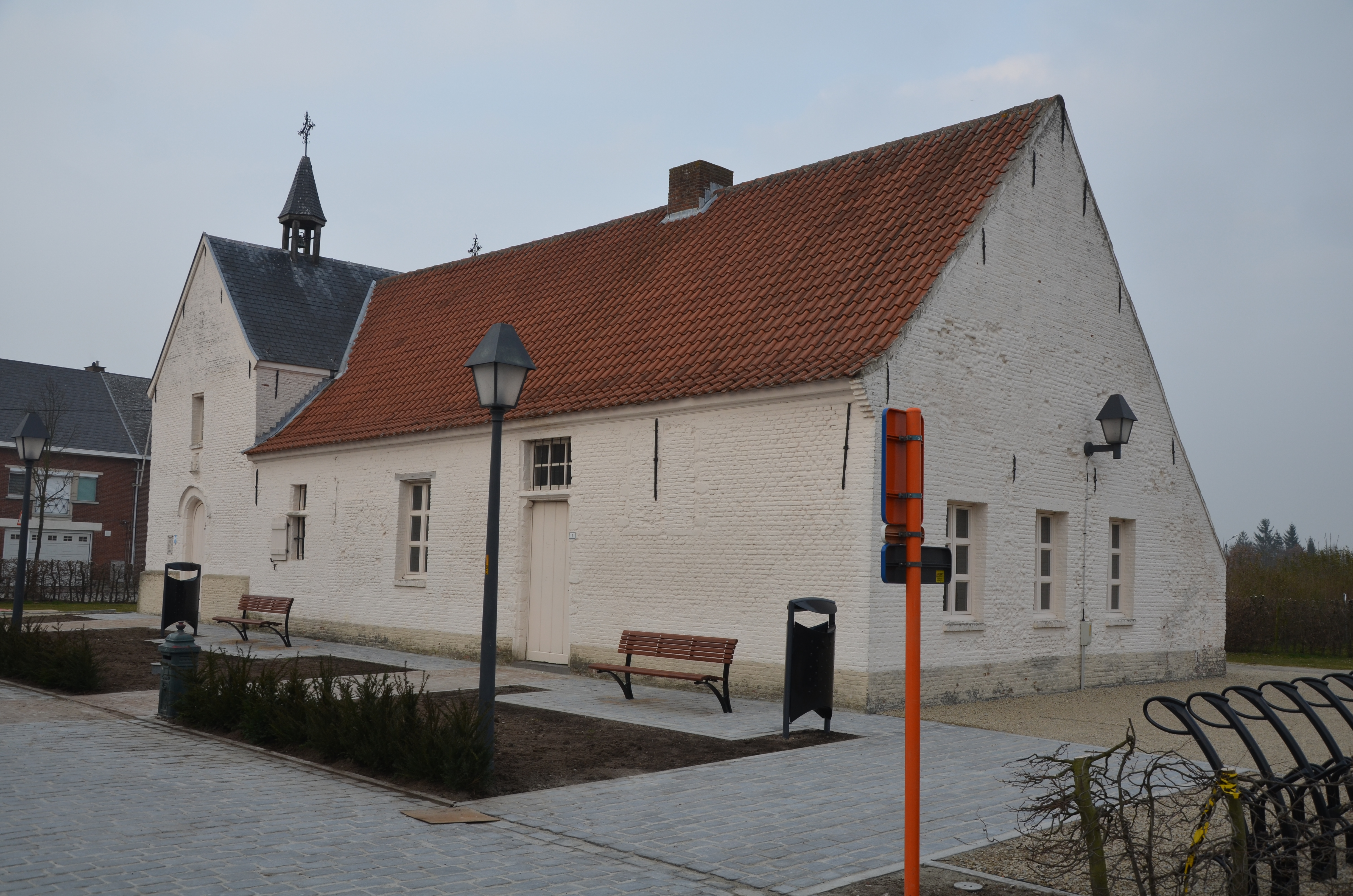
Lazaruskapel met aanpalende woning

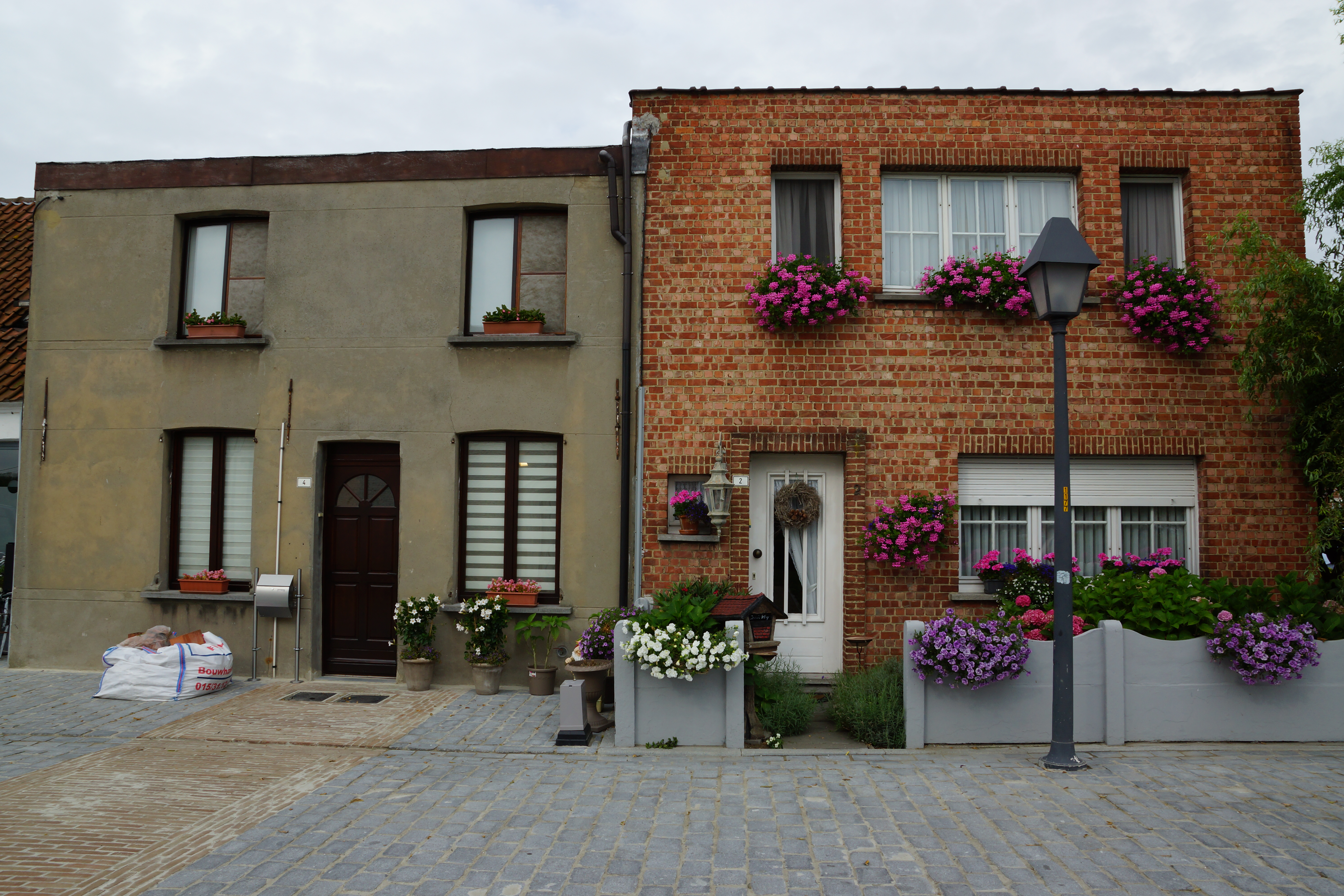
Voormalige lepra-woningen

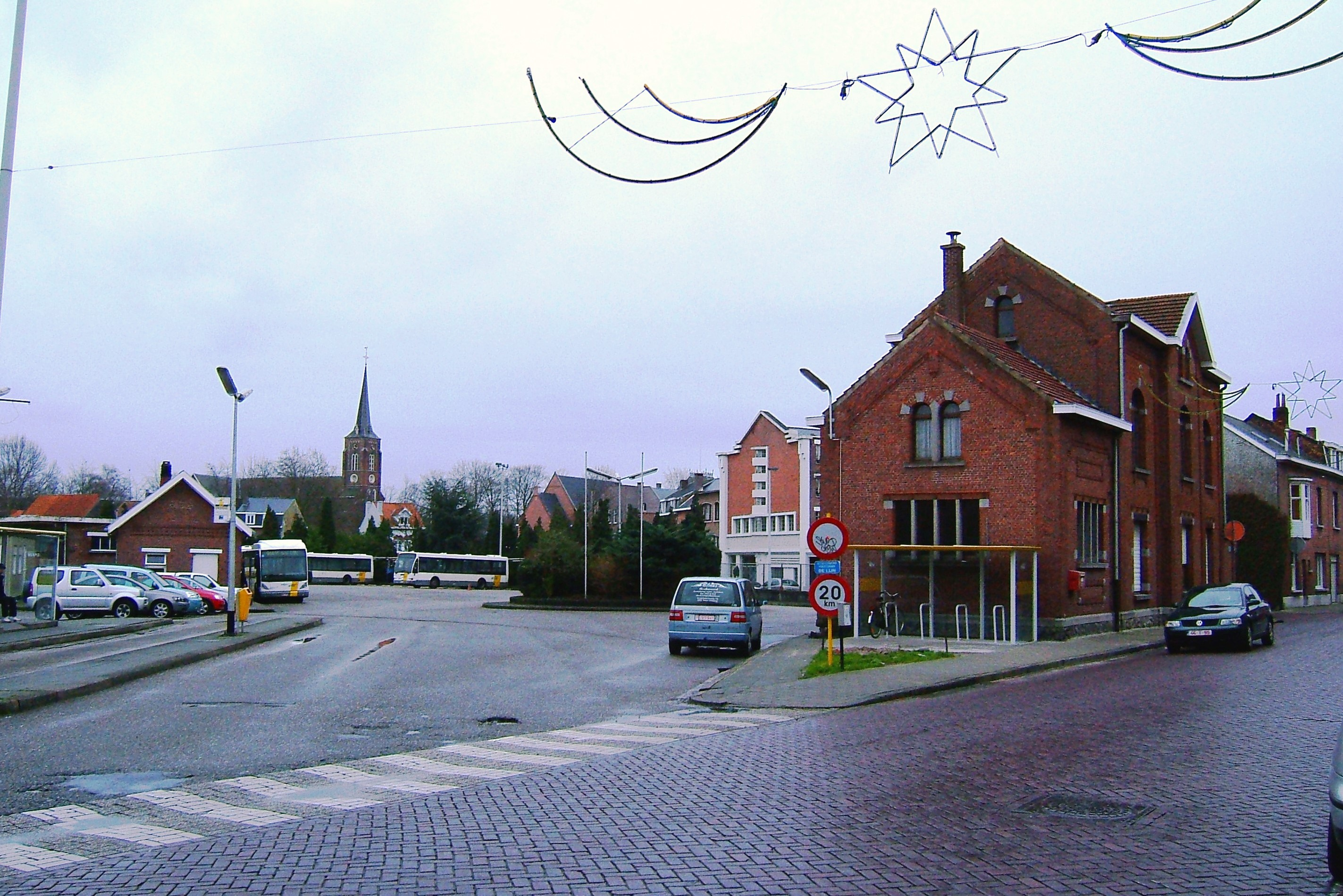
Voormalig tramstation

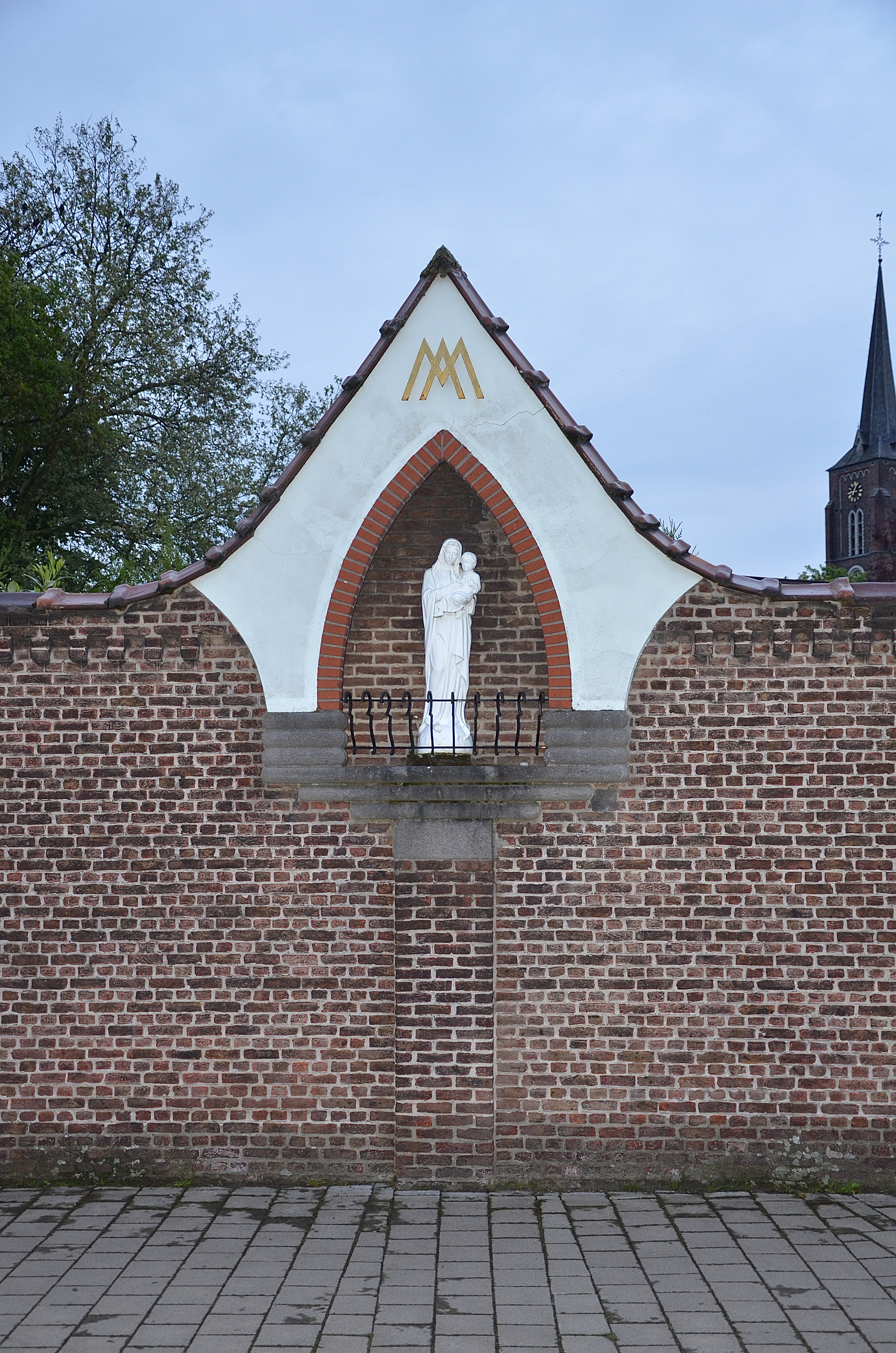
Onze-Lieve-Vrouw beeld in de Peperstraat

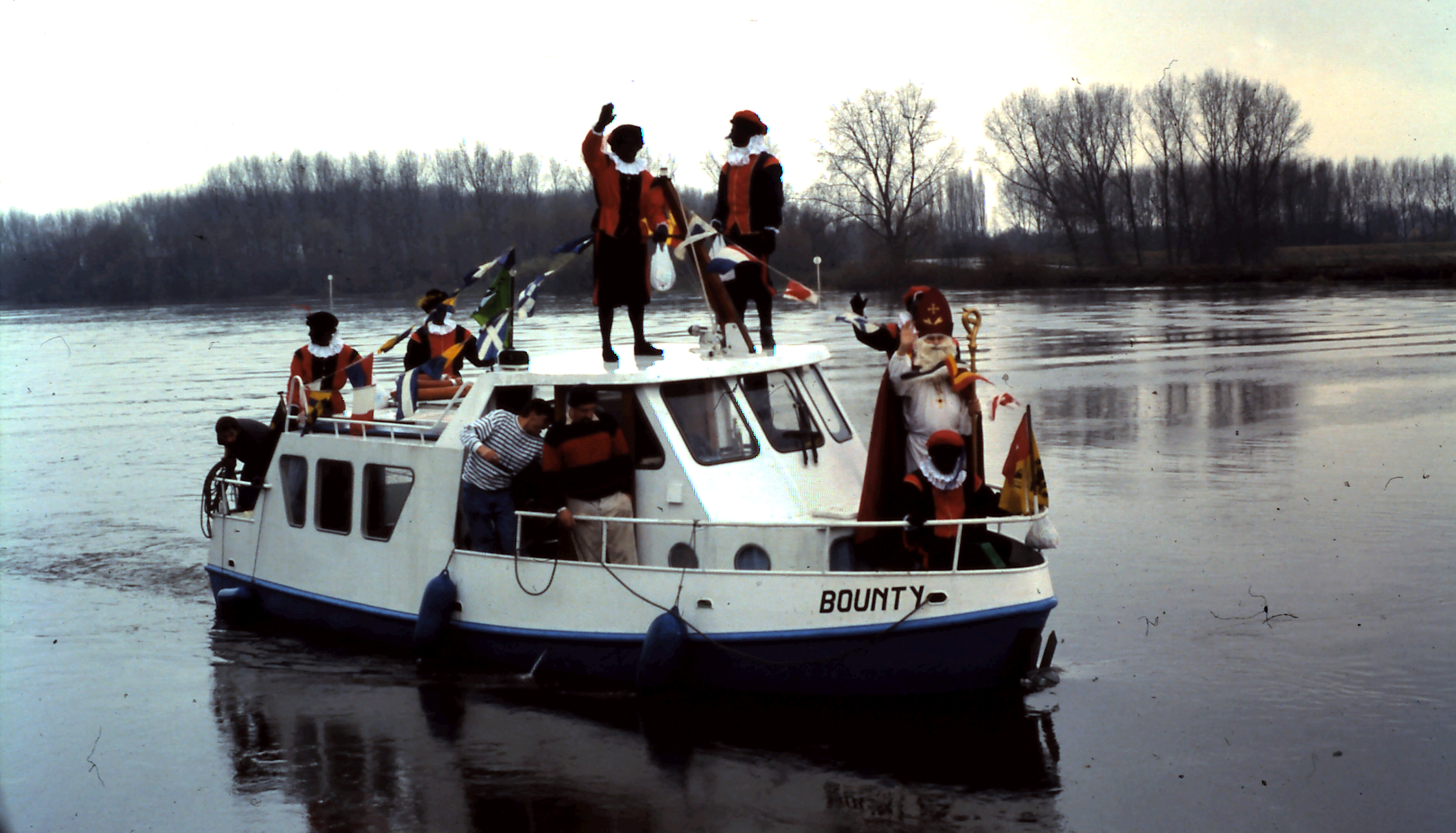
Aankomst van Sinterklaas via de Rupel

Rumst is een plaats en gemeente in de Belgische provincie Antwerpen en ligt aan de samenvloeiing van Dijle en Nete tot de Rupel. De gemeente heeft drie deelgemeenten (Rumst, Reet en Terhagen), telt ruim 15.000 inwoners en behoort tot het gerechtelijk en kieskanton Boom.
De fusiegemeente (en dan vooral Terhagen en het gedeelte van Rumst dat aan de oevers van de Rupel ligt) staat nog steeds bekend om haar talrijke kleiputten en steenbakkerijen, hoewel deze vrijwel allemaal sinds de jaren 80 verdwenen zijn. Het bos van schoorstenen dat men tot die tijd kon aantreffen is reeds jaren geleden gesloopt en anno 2006 bleven er slechts twee over. In Reet en op de Vosberg (het oostelijke deel van Rumst) daarentegen werd haast uitsluitend aan land- en tuinbouw gedaan. De laatste decennia ontplooit de gemeente zich als een groen buitengebied (tussen Mechelen en Antwerpen) met aandacht voor wonen en recreatie, vooral door de fiets- en voetgangersbruggen over Nete en Dijle.

## Toponymie
Rumst heeft vele naamvariaties gekend: Rumesta, Rumestam, Rumest, Rumpst en andere. Historici en toponymisten hadden de volgende verklaringen:
- Sel trachtte de benaming af te leiden uit het Grieks en gaf als betekenis “woning aan den waterkant”.[bron?]
- Een andere verklaring die Sel geeft is een afgeleide van de Romeinse overheersing. Rumst zou dan een verbastering zijn van Rommestein, wat zoveel zou willen zeggen als Romeinse burcht.
- Joseph Mansion stelde dat de naam Rumst een samenstelling is van de Middelnederlandse woorden ruum (uitgestrekt, breed, ruim, open) en ast (bebouwde grond?).
- Albert Carnoy ging eveneens uit van het Middelnederlandse ruum als stam. Hij stelde echter dat -st een suffix is en ruumst dus eerder als een verzamelwoord beschouwd moest worden en dus iets als "de uitgestrekte gronden" of "Ruime nederzetting" betekende.
- Ten slotte zijn er nog de opvattingen van Albert Kreglinger (“Loop van het water”) en Louis Stroobant. Deze laatste stelde dat Rumst de verbastering vorm was van Romanorum statio, wat zoveel zou willen zeggen als Romeinse standplaats, daar de Romeinse vloot tijdens de Romeinse overheersing hier gestationeerd zou zijn geweest.
- Volgens Alfred Michiels is de meest plausibele verklaring [bron?] dat de naam een verbastering is van Ruperosta, dat dan "aanlegplaats aan de Rupel" zou betekenen.[1]

## Geschiedenis

#### De Romeinse periode
Van Dessel stelt dat Rumst een Romeinse villa was die bewoond werd door een inlandse bevolking. Deze hield zich vooral bezig met landbouw en het ontginnen van klei. Met deze klei werd aardewerk vervaardigd, dat op zijn beurt werd uitgevoerd via enerzijds de Rupel, anderzijds de heerbaan. Deze heerbaan zou van Bavai naar Utrecht gelopen hebben en in de onmiddellijke nabijheid van Rumst de Rupel overbrugd hebben. De eerste vici ten noorden van Rumst waren die van Kontich en Mortsel, ten zuiden waren dit die van Asse en Elewijt.
Bij een opgraving is een tegula gevonden met het opschrift C.G.P.F. Deze initialen kunnen op twee manieren geïnterpreteerd worden. Een eerste interpretatie is Cohors Germanica Pia Fidelis, wat een kleine legereenheid was. Een andere mogelijke verklaring is Classis Germanicae Piae Fidelis, een onderdeel van de Romeinse vloot met als opdracht het bewaken van de Rijn die als grensrivier van het rijk fungeerde. Hieruit concludeert men dat Rumst een bijstation zou geweest zijn van de Romeinse vloot. Rumst heeft inderdaad een strategische ligging aan de samenvloeiing van de Dijle en de Nete in de Rupel. Neyens verwijst nog naar Stroobant die ook deze mening toegedaan is wanneer hij schrijft dat Rumst het snijpunt is van de enige Romeinse heerbaan van Gallië naar het noorden, ten westen van de Maas, met de samenvloeiing van Rupel, Nete en Dijle. Bijgevolg, zegt Stroobant, kan Rumst niet anders dan een belangrijke Romeinse nederzetting zijn geweest.
Hoe het ook zij, Rumst was destijds een bloeiende gemeenschap die leefde van landbouw, visserij en pottenbakkerij. Neyens besluit zijn uiteenzetting over de Romeinse periode nog door te zeggen dat Rumst zijn ontstaan en bloei te danken heeft aan het verblijf van de Romeinen. Ook zou Rumst een begraafplaats gehad hebben, dit doen de urnen met as vermoeden die in 1863 ontdekt zijn. Daar het gebied werd uitgebaggerd voor de exploitatie van klei, is deze vermoedelijke begraafplaats hoogstwaarschijnlijk verloren gegaan.
Archeologisch onderzoek heeft ook verschillende brandsporen aan het licht gebracht. Hieruit concluderen archeologen de verwoesting van Rumst. De Maeyer vermoedt dat deze vernieling heeft plaatsgehad tijdens de inval van de Chauken, een Germaanse stam die oorspronkelijk langs de kusten van de Noordzee resideerde tussen de Eems en de Elbe, die vermoedelijk heeft plaatsgevonden in de jaren 172-174 n.Chr. Daarna herstelde de villa zich enigszins en werd een tweede maal onder de voet gelopen door de Franken in de jaren 425-430 n.Chr., die zich er daarna hoogstwaarschijnlijk zelf vestigden.
Recente opgravingen op het Molenveld eind jaren tachtig, hebben meer voorwerpen uit de Gallo-Romeinse tijd boven gebracht. Het zijn vooral gebruiksvoorwerpen zoals wrijfschalen en ander aardewerk maar ook tegelovens en grafversieringen zoals ook in het Gallo-Romeins museum in Tongeren te zien zijn. De meest opmerkelijke vondst is een bronzen hand met Romeinse versieringen. Archeologen twijfelen er niet langer aan dat Rumst een niet onbelangrijke Romeins handelscentrum en legerplaats is geweest. De omvang van deze Romeinse nederzetting is moeilijk te achterhalen omdat het huidige centrum is gebouwd op die plaats.

### De heren van Grimbergen en de Berthouts
De periode die volgt is in nevelen gehuld. Vanaf het jaar 1000 lijkt er meer klaarheid te komen, maar de kennis die in de literatuur naar voor wordt gebracht, berust voor een groot stuk op gissingen en veronderstellingen. Men weet dat Rumst, als onderdeel van het Land van Grimbergen, bezit was van de heren van Grimbergen.
Voor zover bekend was Wouter “draeckenbart” van Grimbergen (±1076 - ±1120) de eerste heer van Grimbergen. Hij wordt gezien als de stamvader van de familie van Grimbergen. Het enige wat men over hem kan afleiden uit de bronnen is dat hij een belangrijke rol gespeeld heeft in de stichting van de abdij van Grimbergen. Croenen gaat ervan uit dat, gezien de sterke positie van Wouter I van Grimbergen binnen de neder-Lotharingse aristocratie, hij een aanzienlijk aantal verwanten telde binnen de neder-Lotharingse aristocratische families. Het Nationaal Biografisch Woordenboek noemt Wouter I van Grimbergen overigens Wouter I Berthout. Deze zienswijze, die de heren van Grimbergen vereenzelvigt met de familie Berthout, was lange tijd de meest gangbare en wordt ook vandaag nog algemeen aanvaardt onder lokale historici. Deze werd echter ontkracht na een diepgaand onderzoek van Godfried Croenen.
Vermoedelijk zijn de heren van Grimbergen ook verantwoordelijk voor de bouw van het kasteel van Rumst. Dit kasteel werd waarschijnlijk gebouwd in de late 9de eeuw, als reactie op de inval van de Noormannen die, volgens een kroniek uit de 15de eeuw, in 837 Rumst geteisterd zouden hebben. De betrouwbaarheid van deze kroniek (Brabantsche yeesten), die ruim 600 jaar na dato verscheen, lijkt echter betwijfelenswaardig. Naast het kasteel zouden de heren van Grimbergen ook een versterking gebouwd hebben. Rond het kasteel ontwikkelde zich de nederzetting Rumst.
De heren van Grimbergen resideerden, na de vernieling van hun woonst te Grimbergen, tijdens de Grimbergse Oorlogen, na enkele omzwervingen uiteindelijk in Rumst zelf, wat kan worden afgeleid uit een aldaar ondertekend charter uit 1181. Grimbergen, en bijgevolg ook Rumst, blijft tot 1248, de dood van Adelize van Grimbergen, in handen van de heren van Grimbergen. Na de dood van Adelize van Grimbergen gaat het land van Grimbergen over naar de familie van haar man, Godfried van Perwijs.
De eerste heer van Grimbergen uit het geslacht Perwijs is Godfried II van Perwijs, de zoon van Adelize van Grimbergen en Godfried van Perwijs. Na de dood van Godfried II van Perwijs ging het land van Grimbergen naar zijn zuster Ada van Perwijs, om vervolgens, in 1290, naar haar neef Filips van Vianden te gaan, en het geslacht van Grimbergen te verlaten.

### Het land van Rumst
Na deel te hebben uitgemaakt van het land van Grimbergen werd Rumst een afzonderlijke heerlijkheid. Filips van Vianden was de eerste die zich als heer van Rumst betitelde. Hoogstwaarschijnlijk werden bij het overlijden van Ada van Perwijs de bezittingen van de heren van Grimbergen gesplitst en werd Rumst gescheiden van Grimbergen. Rumst vormde vanaf dan een afzonderlijke heerlijkheid, samen met Boom, Ruisbroek, Willebroek en Heindonk.
Vermoedelijk verwierf Rumst in deze periode ook zijn vrijheden, waarschijnlijk geschonken door Filips van Vianden. Men vermoedt dit daar het wapen van de Vianden een onderdeel is van het vrijheidszegel van Rumst. Het is ook lang niet zeker dat de heren van Rumst standvastig in Rumst verbleven. Bij gebrek aan bewijzen veronderstelt Neyens dat de heren van Rumst niet in Rumst resideerden en enkel lijfelijk in Rumst aanwezig waren bij officiële aangelegenheden. Zij lieten zich vervangen door een Drossaard en schepenen, waar verschillende contemporaine bronnen melding van maken.
Na Filips van Vianden kwam het land van Rumst in handen van een hele reeks heren. In 1536 verkocht Margareta van Bourbon het land van Rumst aan Hendrik van Nassau, die het op zijn beurt naliet aan zijn zoon Renier van Nassau. Onder zijn bewind werd Rumst in 1542 verwoest door Willem V van Kleef. Hij verdacht de Rumstenaars er van de pontons van de Nete vernield te hebben, en brandde als vergelding het dorp plat.
Na de dood van Renier van Nassau kwam het land van Rumst in 1544 in handen van Willem van Oranje, die het in 1559 op zijn beurt verkocht. De laatste heer van Rumst was Karel van Baume. Onder zijn heerschappij verbrokkelde het gebied. Karel van Baume verkocht aparte stukken grond en van het oorspronkelijke grondgebied van het land van Rumst bleef enkel nog het huidige grondgebied over, wat hij ten slotte in 1690 verkocht aan Hendrik Lodewijk Ernest van Ligne.

### Rumst na 1800
In 1874 werd het gehucht Terhagen een zelfstandige gemeente. Bij de gemeentelijke herindeling van 1977 werd het net als Reet weer aangehecht.

## Geografie

### Deelgemeenten
| # | Naam     | Opp. (km²) | Inwoners (2020) | Inwoners per km² | NIS-code |
| - | -------- | ---------- | --------------- | ---------------- | -------- |
| 1 | Rumst    | 8,36       | 5.516           | 659              | 11037A   |
| 2 | Terhagen | 1,98       | 2.706           | 1.365            | 11037B   |
| 3 | Reet     | 9,55       | 6.828           | 715              | 11037C   |

### Kernen
De huidige fusiegemeente ontstond in 1977 door de fusie van Rumst met de gemeenten Reet en Terhagen. Van de drie deelgemeenten telde Rumst voor de fusie de meeste inwoners. Mede met de rijke geschiedenis die dit dorp heeft, was dit de basis om de fusiegemeente Rumst te noemen. Ondertussen is door verkaveling van landbouwgrond Reet ook naar inwoners de grootste deelgemeente (bron: bevolkingsregister gemeente Rumst).
Naast deze dorpscentra liggen nog enkele gehuchten en wijken verspreid in de gemeente. In het oosten liggen de gehuchten Vosberg, met een eigen parochie H.Familie, en Lazernij een vroegere melaatsengemeenschap. Ten westen van het dorpscentrum van Reet liggen de Predikherenvelden en de meest westelijke wijk, Kleine Paepedaelen. Deze laatste vormt één kern met de bebouwing van het gehucht Koekoek in Aartselaar en het meest noordelijke deel van Boom, de wijk Kruiskenslei.

### Aangrenzende gemeenten
| Aangrenzende gemeenten | Aangrenzende gemeenten | Aangrenzende gemeenten | Aangrenzende gemeenten | Aangrenzende gemeenten |
| ---------------------- | ---------------------- | ---------------------- | ---------------------- | ---------------------- |
| Aartselaar             |                        | Kontich                |                        |                        |
|                        |                        |                        |                        |                        |
| Niel, Boom             | Duffel                 |                        |                        |                        |
|                        |                        |                        |                        |                        |
| Willebroek             |                        | Mechelen               |                        | Sint-Katelijne-Waver   |

## Bezienswaardigheden
- De Sint-Lazaruskapel: ooit een opvangtehuis voor de leprozen, sinds vele jaren de bestemming voor een jaarlijkse bedevaart op 15 augustus.
- Kasteel Hof van Tibur.
- De Sint-Pieterskerk dateert van 1864.
- De Slakkenhoeve.
- Het Drossaardhuis. Het huis dat tijdens de middeleeuwen door de drossaard werd bewoond. De drossaard of ook baljuw genoemd voerde het gezag, uit zowel politiek als rechterlijk, in opdracht van de heren van Rumst.
- De fiets- en voetgangersbruggen over Nete en Dijle, in de volksmond de "blauwe bruggen" genoemd. Onder impuls van wijlen burgemeester Francis Van Den Eede werden deze bruggen aangelegd voor recreatie van fietsers, skaters en wandelaars. Dankzij de medewerking van het Vlaamse Gewest en subsidies van de Europese gemeenschap werden deze bruggen gefinancierd.
- In de Veerstraat staat een solitaire zomerlinde als kapelboom.
- In het bospark van het Hof ten Eiken staat een monumentale moerascipres met een omtrek van meer dan 5 m (2021).[2]

## Natuur en landschap

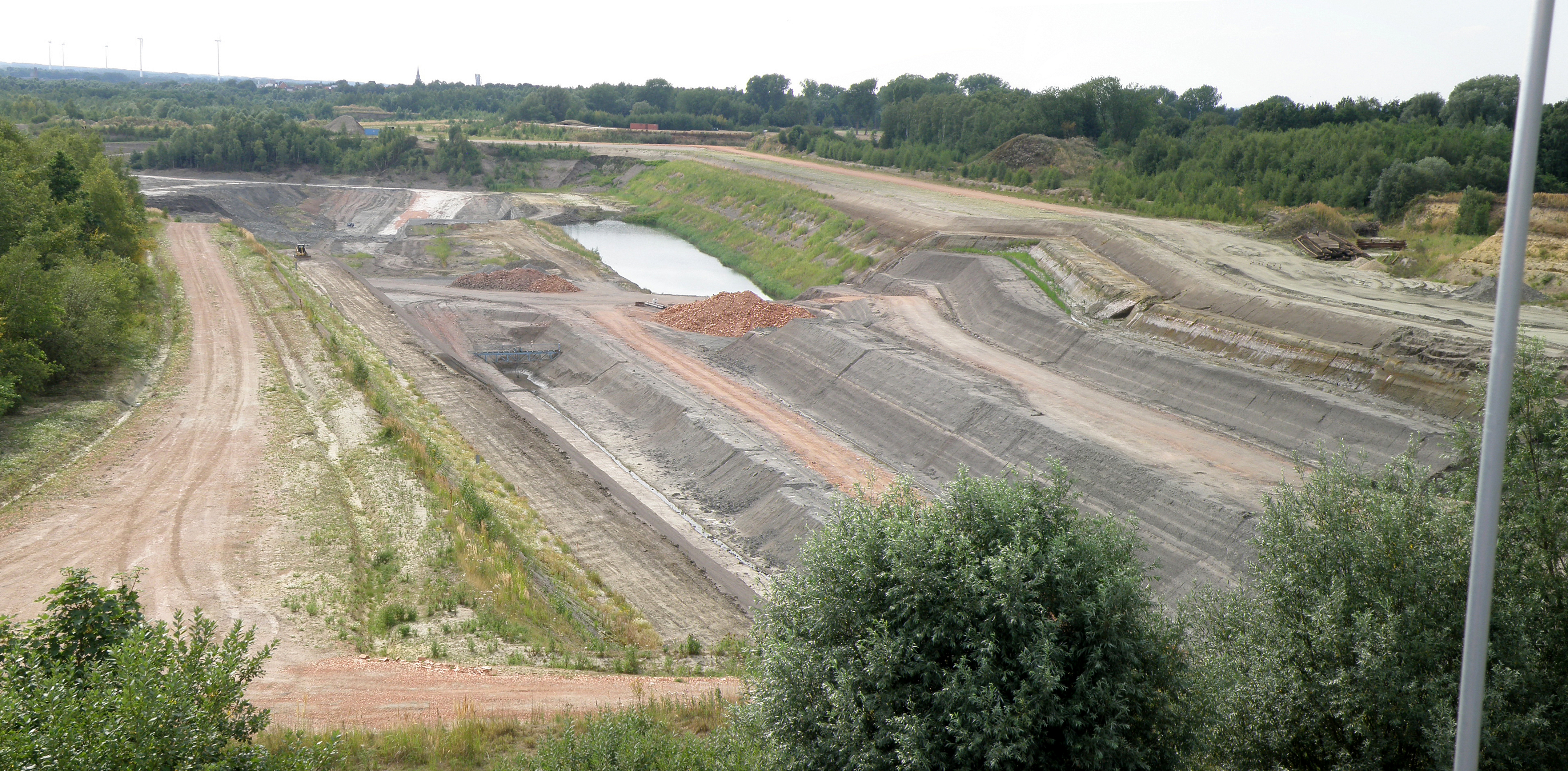
Kleiput, gezien vanop de watertoren aan de Rumstsestraat.

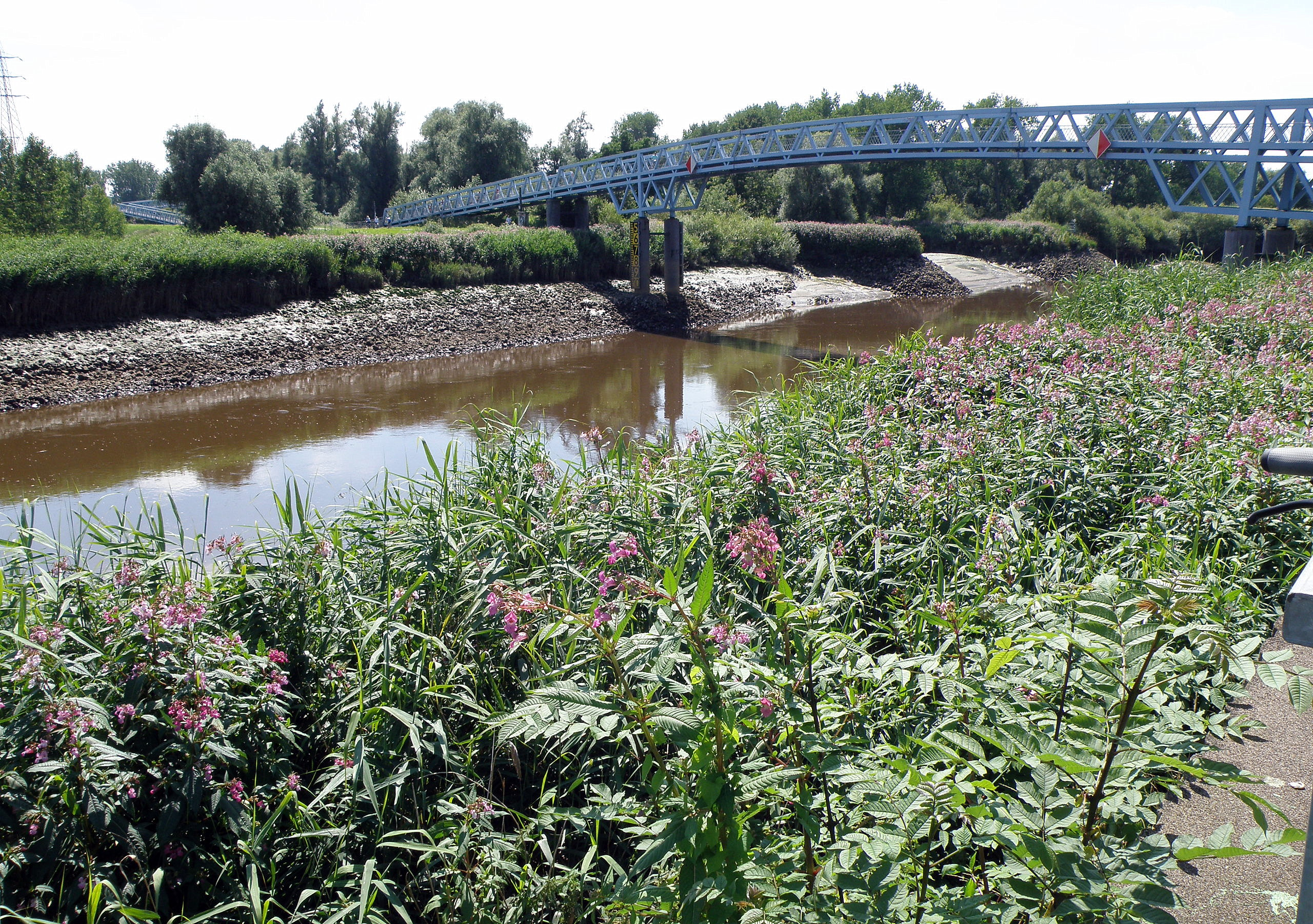
De "blauwe bruggen" over Nete en Dijle.

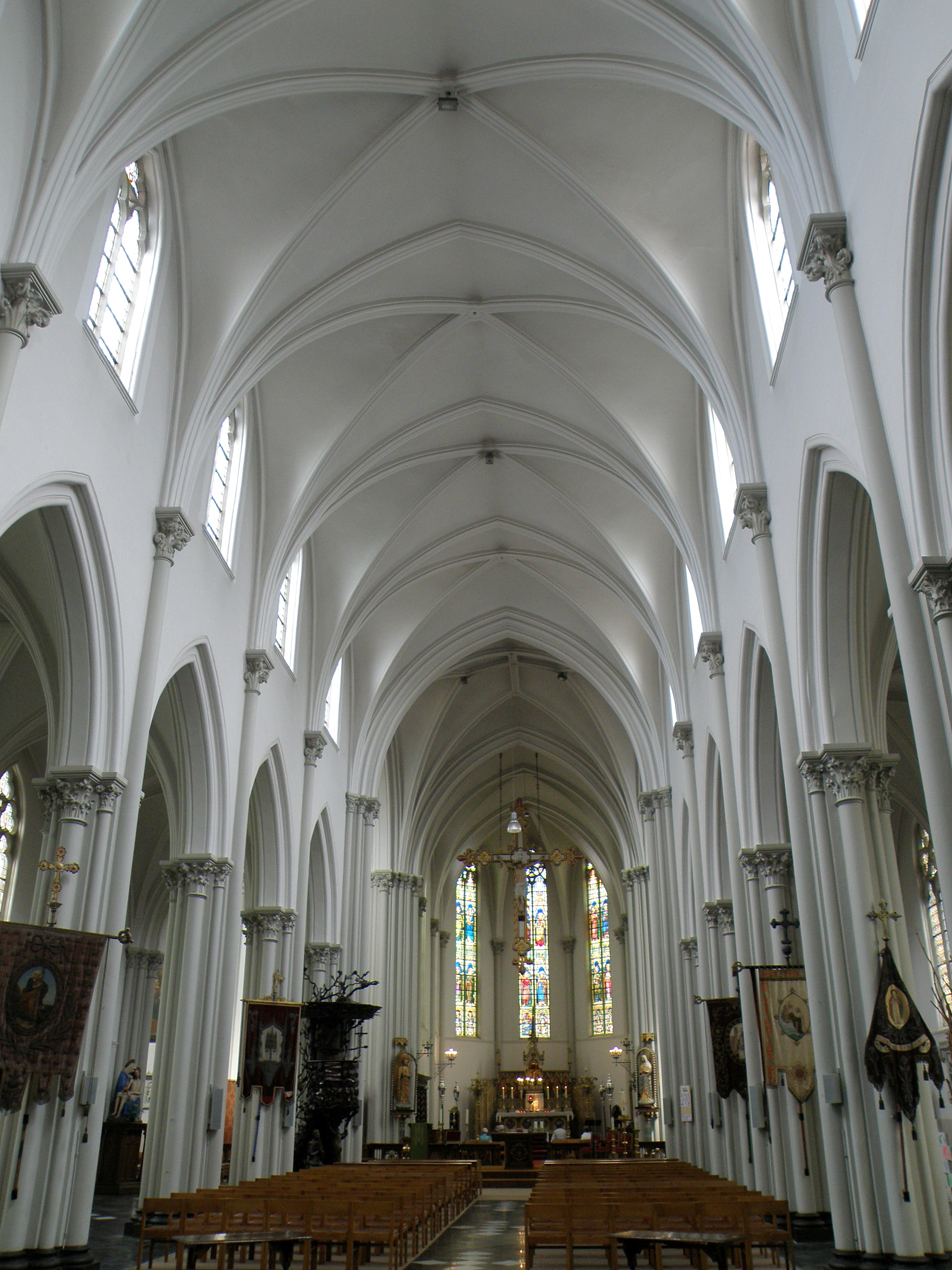
Binnenaanzicht van de neogotische Sint-Pieterskerk.

Rumst ligt aan de samenvloeiing van de Nete en de Dijle, die vanaf daar de Rupel vormen. De dorpskom ligt aan de voet van de cuesta van Rupel en Nete, in zandlemig Vlaanderen. Natuurgebieden zijn:
- De Kleiputten Terhagen (ingang via de Hoogstraat in deelgemeente Terhagen): dit is een 150 ha groot natuurgebied, uniek in de streek. Dit niet alleen omwille van de grote variëteit in het landschap (zo is er bijvoorbeeld een bosgebied, een moerasgebied, een zanderig gebied, een vijvercomplex, een gebied waar men nog steeds klei afgraaft), maar ook omwille van enkele mooie vergezichten (zo kan men op bepaalde punten bij helder weer zelfs het Atomium zien). Deze grote variëteit is het gevolg van opspuitingswerken en van het storten van vuilnis vanaf de jaren 70, waardoor op bepaalde plaatsen grote hoeveelheden zand werden gedumpt (met het ontstaan van een zanderig gebied tot gevolg), hetgeen er dan weer voor zorgde dat andere zones moerassig werden. Het vijvercomplex bestaat in feite uit ondergelopen zogenaamde verdiepputten. Het gebied wordt echter bedreigd omwille van plannen van het provinciebestuur om op een deel ervan een golfterrein in te planten, anderzijds doordat het zuidelijke gebied als woonuitbreidingsgebied bestempeld is, alsook door een geplande ringweg.
- Natuurgebied De Oude Netearm: ontstaan door de aanleg van de A1-E19 autosnelweg. Door de grote bocht die de Nete maakte was het moeilijk om een brug aan te leggen. De bocht werd hiervoor recht getrokken. Ondanks het rechttrekken van de Neteloop werd een brug geconstrueerd in parallellogramvorm. Het gebied dat zo ontstond werd onaangeroerd gelaten en is een natuurgebied ideaal als broedgebied voor (water)vogels.
- Het Hof ten Eiken is een gemeentelijk bospark. Dit park bestaat hoofdzakelijk uit inheemse soorten zoals beuk en zomereik. Andere soorten zijn: plataan, populier, tamme kastanje, moerascipres, witte paardenkastanje. In het park is ook een ijskelder bewaard gebleven waar vleermuizen een habitat vonden. Vlakbij staat een monumentale moerascipres met een omtrek van 5,65 m (2021).[3] In het park is nog een visvijver en een hondenweide met een monumentale plataan.[4]
- Het park 's Herenbeemden is een parkje met enkele dikke platanen en verder een gevarieerd bomenbestand.[4]
- Het Koningin Astridpark in Reet is een lokaal gemeentepark met vaak voorkomende parkbomen waaronder enkele dikke rode beuken.[4]
- Verspreid over de gemeente zijn nog solitaire knoteiken of knoteikenrijen te vinden als relicten van een oude beheersvorm die zeldzaam aan het worden is. Langs de Doornlaarlei staan meerdere exemplaren. Naast knoteiken zijn er nog verspreid ook knot- populieren en wilgen te vinden.

## Demografie

### Demografische ontwikkeling voor de fusie
- Bronnen:NIS, Opm:1806 tot en met 1970=volkstellingen; 1976 = inwoneraantal op 31 december

### Demografische ontwikkeling van de fusiegemeente
Alle historische gegevens hebben betrekking op de huidige gemeente, inclusief deelgemeenten, zoals ontstaan na de fusie van 1 januari 1977.
- Bronnen:NIS, Opm:1806 tot en met 1981=volkstellingen; 1990 en later= inwonertal op 1 januari

| Inwoners van jaar tot jaar op 1 januari 1992 tot heden | Inwoners van jaar tot jaar op 1 januari 1992 tot heden | Inwoners van jaar tot jaar op 1 januari 1992 tot heden |
| jaar                                                   | Aantal                                                 | Evolutie: 1992=index 100                               |
| ------------------------------------------------------ | ------------------------------------------------------ | ------------------------------------------------------ |
| 1992                                                   | 14.080                                                 | 100,0                                                  |
| 1993                                                   | 14.295                                                 | 101,5                                                  |
| 1994                                                   | 14.391                                                 | 102,2                                                  |
| 1995                                                   | 14.467                                                 | 102,7                                                  |
| 1996                                                   | 14.509                                                 | 103,0                                                  |
| 1997                                                   | 14.598                                                 | 103,7                                                  |
| 1998                                                   | 14.550                                                 | 103,3                                                  |
| 1999                                                   | 14.595                                                 | 103,7                                                  |
| 2000                                                   | 14.583                                                 | 103,6                                                  |
| 2001                                                   | 14.550                                                 | 103,3                                                  |
| 2002                                                   | 14.470                                                 | 102,8                                                  |
| 2003                                                   | 14.489                                                 | 102,9                                                  |
| 2004                                                   | 14.588                                                 | 103,6                                                  |
| 2005                                                   | 14.560                                                 | 103,4                                                  |
| 2006                                                   | 14.628                                                 | 103,9                                                  |
| 2007                                                   | 14.650                                                 | 104,0                                                  |
| 2008                                                   | 14.694                                                 | 104,4                                                  |
| 2009                                                   | 14.657                                                 | 104,1                                                  |
| 2010                                                   | 14.612                                                 | 103,8                                                  |
| 2011                                                   | 14.756                                                 | 104,8                                                  |
| 2012                                                   | 14.876                                                 | 105,7                                                  |
| 2013                                                   | 14.922                                                 | 106,0                                                  |
| 2014                                                   | 15.025                                                 | 106,7                                                  |
| 2015                                                   | 15.118                                                 | 107,4                                                  |
| 2016                                                   | 15.140                                                 | 107,5                                                  |
| 2017                                                   | 15.083                                                 | 107,1                                                  |
| 2018                                                   | 15.114                                                 | 107,3                                                  |
| 2019                                                   | 15.090                                                 | 107,2                                                  |
| 2020                                                   | 15.050                                                 | 106,9                                                  |
| 2021                                                   | 15.146                                                 | 107,6                                                  |
| 2022                                                   | 15.254                                                 | 108,3                                                  |
| 2023                                                   | 15.417                                                 | 109,5                                                  |
| 2024                                                   | 15.536                                                 | 110,3                                                  |
| 2025                                                   | 15.692                                                 | 111,4                                                  |

## Politiek

### Structuur
De gemeente Rumst ligt in het kieskanton Boom, het provinciedistrict Boom, het kiesarrondissement Antwerpen en ten slotte de kieskring Antwerpen.
| Rumst            | Rumst            | Supranationaal         | Nationaal                         | Nationaal           | Gemeenschap         | Gewest              | Provincie           | Arrondissement  | Provinciedistrict | Kanton          | Gemeente        |
| ---------------- | ---------------- | ---------------------- | --------------------------------- | ------------------- | ------------------- | ------------------- | ------------------- | --------------- | ----------------- | --------------- | --------------- |
| Administratief   | Niveau           | Europese Unie          | België                            | België              | Vlaanderen          | Vlaanderen          | Antwerpen           | Antwerpen       | Antwerpen         | Antwerpen       | Rumst           |
| Administratief   | Bestuur          | Europese Commissie     | Belgische regering                | Belgische regering  | Vlaamse regering    | Vlaamse regering    | Deputatie           | Deputatie       | Deputatie         | Deputatie       | Gemeentebestuur |
| Administratief   | Raad             | Europees Parlement     | Kamer van volksvertegenwoordigers | Vlaams Parlement    | Vlaams Parlement    | Vlaams Parlement    | Provincieraad       | Provincieraad   | Provincieraad     | Provincieraad   | Gemeenteraad    |
| Kiesomschrijving | Kiesomschrijving | Nederlands Kiescollege | Kieskring Antwerpen               | Kieskring Antwerpen | Kieskring Antwerpen | Kieskring Antwerpen | Kieskring Antwerpen | Antwerpen       | Boom              | Boom            | Rumst           |
| Verkiezing       | Verkiezing       | Europese               | Federale                          | Federale            | Vlaamse             | Vlaamse             | Provincieraads-     | Provincieraads- | Provincieraads-   | Provincieraads- | Gemeenteraads-  |

### Gemeentebestuur
De coalitie van 2001 tot 2006 bestond uit een meerderheid van CVP en SP die samen 13 op 23 zetels behaalden.
De coalitie voor 2007-2012 bestond uit een coalitie van CD&V/N-VA en sp.a, die samen 12 op 23 zetels hadden.
Voor de periode 2013-2018 wordt Rumst bestuurd door een coalitie van N-VA en CD&V, die samen 13 op 23 zetels hebben.
Voor de periode 2019-2024 wordt Rumst bestuurd door een coalitie van N-VA en CD&V-3D, die samen 16 op 25 zetels hebben.
Voor de periode 2024-2030 wordt Rumst bestuurd door een coalitie van N-VA en Vooruit, die samen 14 op 25 zetels hebben.

### Geschiedenis

#### (Voormalige) Burgemeesters
| Tijdspanne | Tijdspanne   | Burgemeester                |
| ---------- | ------------ | --------------------------- |
|            | 1977 - 1986  | Frans Bruynseels (CVP)      |
|            | 1986 - 1996  | Francis Van Den Eede (CVP)  |
|            | 1997 - 2006  | Edgar Thys (CVP / CD&V)     |
|            | 2007 - 2009  | Francy Van der Wildt (sp.a) |
|            | 2009 - 2012  | Eddy Huyghe (CD&V)          |
|            | 2013 - 2015  | Wendy Weckhuysen (CD&V)     |
|            | 2016 - 2018  | Geert Antonio (N-VA)        |
|            | 2019 - heden | Jurgen Callaerts (N-VA)     |

#### Legislatuur 2013 - 2018
De kartelpartner van Open Vld, Volksbelangen, werd kort na de verkiezingen van 2006 omgedoopt tot 3D. Een verwijzing naar de drie dorpen Rumst, Reet en Terhagen. De letter "D", staat hierbij voor doelgericht, democratisch en doorzichtig. Lijsttrekkers waren Geert Antonio (N-VA), Marie-Luce Gyselen (Vl.Belang), Francy Van der Wildt (sp.a-Groen), Eddy Huyghe (CD&V) en André Gielis (3D-Open Vld).
De twee winnaars van de verkiezingen waren het progressief kartel sp.a-Groen (hoewel een licht verlies van 2,24% ten overstaan van het gezamenlijk resultaat van 2006, één extra zetel) en N-VA met 26,77%. Grote verliezers waren het kartel Open Vld-3D (−10,13% en 3 zetels minder) en Vlaams Belang (−12,6% en eveneens 3 zetels minder). CD&V ten slotte moest een licht verlies slikken van 1,8% en 1 zetel minder. De populairste politica was Francy Van der Wildt (sp.a-Groen, 1.597) met grote voorsprong op Geert Antonio (N-VA, 842), Wendy Weckhuysen (CD&V, 804), Eddy Huyghe (CD&V, 768) en Chris Ceuppens (sp.a-Groen, 546).
Kort na de verkiezingen kwam het tot een coalitie tussen voormalige kartelpartners CD&V en N-VA, waarop er hevig protest ontstond omdat de grootste partij van de gemeente - het progressief kartel - in de oppositie belandde. Burgemeester werd Wendy Weckhuysen (CD&V). In april 2013 kwam het opnieuw tot protesten na een verbod van het gemeentebestuur voor rode vlaggen op 1 mei op openbaar domein. Op 1 januari 2016 volgde Geert Antonio (N-VA) Weckhuysen op als burgemeester. Met zijn 35 jaar, was hij een van de jongste burgemeesters van België.

#### Resultaten gemeenteraadsverkiezingen sinds 1976
| Partij of kartel     | Partij of kartel                                        | 10-10-1976 | 10-10-1976 | 10-10-1982 | 10-10-1982 | 9-10-1988 | 9-10-1988 | 9-10-1994 | 9-10-1994 | 8-10-2000 | 8-10-2000 | 8-10-2006 | 8-10-2006 | 14-10-2012 | 14-10-2012 | 14-10-2018 | 14-10-2018 | 13-10-2024 | 13-10-2024 |
| Stemmen / Zetels     | Stemmen / Zetels                                        | %          | 23         | %          | 23         | %         | 23        | %         | 23        | %         | 23        | %         | 23        | %          | 23         | %          | 25         | %          | 25         |
| -------------------- | ------------------------------------------------------- | ---------- | ---------- | ---------- | ---------- | --------- | --------- | --------- | --------- | --------- | --------- | --------- | --------- | ---------- | ---------- | ---------- | ---------- | ---------- | ---------- |
|                      | SP 1/ sp.a2/ sp.a-GroenE/ Vooruit en GroenF             | 36,641     | 9          | 34,591     | 8          | 27,391    | 7         | 20,831    | 5         | 18,261    | 4         | 21,632    | 5         | 27,99E     | 7          | 23,4E      | 6          | 18,5F      | 4          |
|                      | Agalev1/ Groen!2/ sp.a-GroenE/ Vooruit en GroenF        | -          |            | -          |            | 7,61      | 1         | 9,231     | 2         | 9,041     | 1         | 8,602     | 1         | 27,99E     | 7          | 23,4E      | 6          | 18,5F      | 4          |
|                      | PVV1/ VLD2/ VLD-VolksBelangenB/ 3D-Open VldC/ Open Vld3 | -          |            | 4,491      | 0          | 4,391     | 0         | 7,812     | 1         | 21,66B    | 5         | 19,85B    | 5         | 9,72C      | 1          | 4,03       | 0          | -          |            |
|                      | VB761 / VolksBelangen2/ 3 Dorpen                        | 16,121     | 3          | 18,582     | 4          | -         |           | 13,42     | 3         | 21,66B    | 5         | 19,85B    | 5         | 9,72C      | 1          | 25,5D      | 7          | 27,73      | 7          |
|                      | CVP1/ CD&V+N-VAA/ CD&V2/ CD&V-3DD/ Lokaal28403          | 41,381     | 11         | 42,341     | 11         | 43,231    | 11        | 34,941    | 10        | 32,871    | 9         | 27,32A    | 7         | 25,522     | 6          | 25,5D      | 7          | 27,73      | 7          |
|                      | VU1/ VU&ID2/ CD&V+N-VAA/ N-VA3                          | -          |            | -          |            | 17,41     | 4         | -         |           | 16,432    | 4         | 27,32A    | 7         | 26,773     | 7          | 34,13      | 9          | 35,13      | 10         |
|                      | Vlaams Blok1/ Vlaams Belang2                            | -          |            | -          |            | -         |           | 11,41     | 2         | -         |           | 22,592    | 5         | 9,992      | 2          | 13,12      | 3          | 18,72      | 4          |
|                      | Anderen(*)                                              | 7,50       | 0          | -          |            | -         |           | 2,38      | 0         | 1,74      | 0         | -         |           | -          |            | -          |            | -          |            |
| Totaal stemmen       | Totaal stemmen                                          | 9470       | 9470       | 9865       | 9865       | 10038     | 10038     | 10412     | 10412     | 10547     | 10547     | 10804     | 10804     | 10531      | 10531      | 10952      | 10952      | 7559       | 7559       |
| Opkomst %            | Opkomst %                                               |            |            |            |            | 95,9      | 95,9      | 93,72     | 93,72     | 92,67     | 92,67     | 93,77     | 93,77     | 90,48      | 90,48      | 93,3       | 93,3       | 62,8       | 62,8       |
| Blanco en ongeldig % | Blanco en ongeldig %                                    | 3,57       | 3,57       | 5,36       | 5,36       | 3,68      | 3,68      | 5,21      | 5,21      | 3,37      | 3,37      | 3,72      | 3,72      | 2,71       | 2,71       | 3,0        | 3,0        | 1,0        | 1,0        |

De rode cijfers naast de gegevens duiden aan onder welke naam de partijen telkens bij een verkiezing opkwamen.

De zetels van de gevormde meerderheid wordt vet weergegeven. De grootste partij is in kleur.

(*) 1976: BOOM (5,86%), PVDA (1,64%) / 1994: SD (2,38%) / 2000: Vivant (1,74%)

## Geboren in Rumst
- Abel Frans (1899-1962), componist
- Fouad Belkacem (1982), moslimextremist en voormalig woordvoerder Sharia4Belgium
- Lotte Kopecky (1995), wielrenster en veldrijdster
- Kristof Calvo (1987), politicus
- Davy Roef (1994), voetballer
- Yvonne Verbeeck (1913-2012), actrice, ereburger van de gemeente
- Petrus Thys (1933), provincieraadslid, bestendig afgevaardigde, voorzitter NCMV (thans UNIZO)
- Daniël Van Avermaet (1941-2003), radiopresentator
- Wim Smets (1968), bergbeklimmer
- Tom Caluwé (1978), voetballer
- Wendy Weckhuysen (1979), politica
- Francis De Greef (1985), wielrenner

## Nabijgelegen kernen
Heindonk (fietsbruggen), Terhagen, Walem, Reet, Waarloos

## Voetnoten
1. ↑  Andouerpis Antwerpen: nieuwe zoektocht naar de betekenis van de naam Antwerpen en de vroegste geschiedenis van de Antwerpenaars (Rumst 2007)
2. ↑  Zoeken - Database Beltrees. www.arboretumwespelaar.be. Geraadpleegd op 27 september 2024.
3. ↑  Moerascipres in het park van Hof ten Eiken in Rumst, Antwerpen, België. www.monumentaltrees.com. Geraadpleegd op 27 september 2024.
4. 1 2 3  Zoeken - Database Beltrees. www.arboretumwespelaar.be. Geraadpleegd op 27 september 2024.
5. ↑  https://view.officeapps.live.com/op/view.aspx?src=https%3A%2F%2Fstatbel.fgov.be%2Fsites%2Fdefault%2Ffiles%2Ffiles%2Fdocuments%2Fbevolking%2F5.1%2520Structuur%2520van%2520de%2520bevolking%2FBevolking_per_gemeente.xlsx&wdOrigin=BROWSELINK
6. ↑  Partij Volksbelangen heet voortaan 3D, Gazet van Antwerpen, 9 oktober 2007
7. ↑  Uitslagen verkiezingen 2012 - Rumst; Vlaanderenkiest.be
8. ↑  Stil en zwart protest tegen nieuwe coalitie, Het Nieuwsblad, 27 oktober 2012
9. ↑  Geen rode vlaggen meer in Rumst?, deredactie.be, 11 april 2013
10. ↑  Geert Antonio legt eed af als burgemeester, Het Laatste Nieuws, 19 december 2015
11. ↑  1961-2000:Verkiezingsdatabase Binnenlandse Zaken
12. ↑  Vlaanderenkiest.be: Gegevens 2006. Geraadpleegd op 16 juni 2019.
13. ↑  www.vlaanderenkiest.be: Gegevens 2012
14. ↑  www.vlaanderenkiest.be: Gegevens 2018. Gearchiveerd op 20 januari 2020. Geraadpleegd op 22 oktober 2018.

Aartselaar · Antwerpen · Arendonk · Baarle-Hertog · Balen · Beerse · Berlaar · Boechout · Bonheiden · Boom · Bornem · Brasschaat · Brecht · Dessel · Duffel · Edegem · Essen · Geel · Grobbendonk · Heist-op-den-Berg · Hemiksem · Herentals · Herenthout · Herselt · Hoogstraten · Hove · Hulshout · Kalmthout · Kapellen · Kasterlee · Kontich · Laakdal · Lier · Lille · Lint · Malle · Mechelen · Meerhout · Merksplas · Mol · Mortsel · Niel · Nijlen · Olen · Oud-Turnhout · Putte · Puurs-Sint-Amands · Ranst · Ravels · Retie · Rijkevorsel · Rumst · Schelle · Schilde · Schoten · Sint-Katelijne-Waver · Stabroek · Turnhout · Vorselaar · Vosselaar · Westerlo · Wijnegem · Willebroek · Wommelgem · Wuustwezel · Zandhoven · Zoersel

België: Provincies · Gemeenten